# Paraje natural municipal

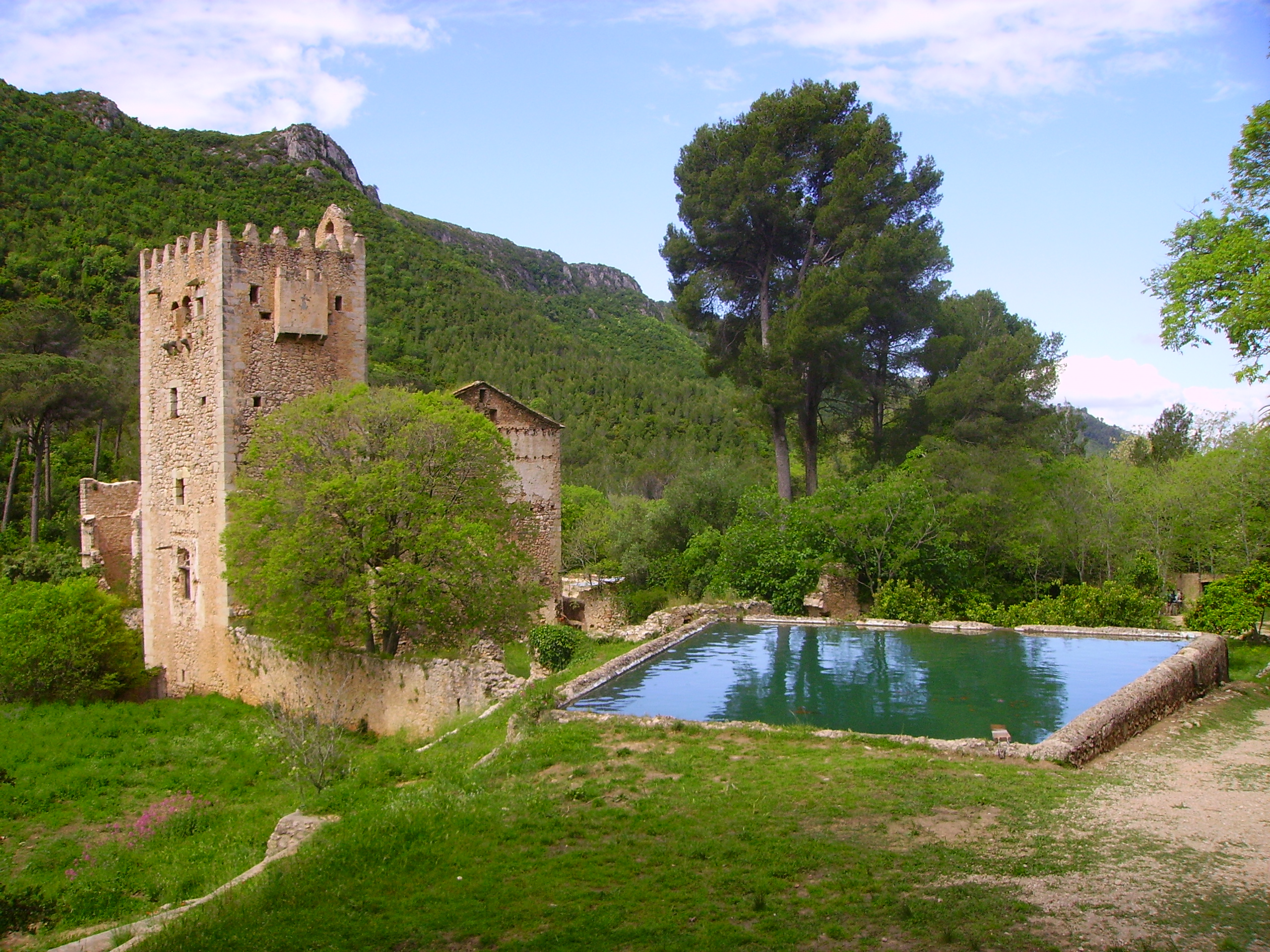
Paraje natural municipal de la Murta y la Casella, en Alcira.

Los parajes naturales municipales (PNM) son una de las siete figuras legales de protección de espacios naturales definidas en la Ley 11/1994, de la Generalidad Valenciana, de Espacios Naturales Protegidos de la Comunidad Valenciana. El artículo 9.º de la citada ley establece que los parajes naturales municipales los constituirán las zonas comprendidas en uno o más municipios que presenten especiales valores de interés local.
En los PNM sólo se admiten los usos y actividades que sean compatibles con los recursos y valores que motivaron su declaración. En todos los casos queda excluida la utilización urbanística de los terrenos.
Son declarados por decreto de la Generalidad Valenciana, a pedido de los municipios. El organismo de contralor para los mismos es el Conselleria de Medio Ambiente, Agua, Urbanismo y Vivienda, quien controla que se cumplan los requisitos para ser nombrados como tal.
Se gestionan a través del ayuntamiento o ayuntamientos promotores, donde se establece un Consejo de Participación del Paraje como órgano consultivo y colaborador, que posee representación del Ayuntamiento y de la Consellería correspondiente.